# Darja Sjmeleva (wielrenner)
Darja Sjmeleva (Russisch: Дарья Михайловна Шмелева; Moskou, 26 oktober 1994) is een Russisch baanwielrenster, gespecialiseerd in de teamsprint, 500 m tijdrit, Keirin en sprint. Ze werd twee keer Wereldkampioen teamsprint en twee keer Wereldkampioen 500m tijdrit. Sjmeleva nam deel aan de Olympische Spelen in 2016 ze won hier bij een zilveren medaille.

## Belangrijkste resultaten

### Elite
| Jaar | EK                                          | WK                                 | Olympische Spelen | Overig |
| ---- | ------------------------------------------- | ---------------------------------- | ----------------- | --- |
| 2012 | teamsprint                                  |                                    |                   | |
| 2013 |                                             |                                    |                   | WB Aguascalientes: tamsprint |
| 2014 | teamsprint                                  |                                    |                   | WB Guadalajara: teamsprint |
| 2015 | teamsprint · 500m tijdrit                   | teamsprint                         |                   | WB Cali (a): teamsprint · WB Cali (b): teamsprint |
| 2016 | teamsprint · 500m tijdrit                   | teamsprint                         | teamsprint        | WB Hongkong: teamsprint |
| 2017 | teamsprint · 500m tijdrit · sprint          | teamsprint · 500m tijdrit          |                   | WB Cali: teamsprint, sprint · WB Los Angeles: teamsprint · WB Pruszków: keirin, teamsprint · WB Manchester: 500m tijdrit, teamsprint · WB Santiago: sprint |
| 2018 | teamsprint · sprint · 500m tijdrit · keirin | 500m tijdrit · teamsprint          |                   | WB Saint-Quentin-en-Yvelines: teamsprint, keirin, sprint · WB Milton: teamsprint · WB Berlijn: teamsprint, 500m tijdrit · WB Londen: keirin                |
| 2019 | teamsprint · 500m tijdrit · keirin          | 500m tijdrit · teamsprint · keirin |                   | Europese Spelen: teamsprint, 500m tijdrit, keirin · WB Minsk: teamsprint · WB Glasgow: teamsprint                                                          |
| 2020 | teamsprint · 500m tijdrit · sprint          |                                    |                   | |

### Jeugd
2011
- Wereldkampioenschappen, junioren, teamsprint
- Wereldkampioenschappen, junioren, 500m tijdrit

2012
- Europese kampioenschappen, junioren, 500m tijdrit
- Europese kampioenschappen, junioren, sprint

Europese kampioenschappen, junioren, junioren, teamsprint
- Wereldkampioenschappen, junioren, sprint
- Wereldkampioenschappen, junioren, 500m tijdrit
- Wereldkampioenschappen, junioren, keirin

2013
- Europese kampioenschappen, onder 23, 500m tijdrit

2014
- Europese kampioenschappen, onder 23, teamsprint
- Europese kampioenschappen, onder 23, 500m tijdrit

2015
- Europese kampioenschappen, onder 23, teamsprint
- Europese kampioenschappen, onder 23, 500m tijdrit